# Русинска гркокатоличка црква Водица у Руском Крстуру
Водица је црква поред Руског Крстура и светиште које посећују многи ходочасници гркокатоличке вероисповести, али и други верници. Црква је посвећена безгрешном зачећу Пресвете Богородице. Изграђена је 1859. године и 20. фебруара 1998. године је проглашена за споменик културе. Споменик културе се састоји од црквице, бунара са „лековитом водом”, покривеног простора за окупљање верника и преноћишта.

## Историјат
Данашња црква је изграђена 1859. године на месту где је, претходно, била 1856. године саграђена дрвена капелица. Градњи дрвене капелице су претходиле необичне појаве поред бунара, о којима се записи чувају у архиви крстурске парохије, а датирају од 1817. године. Од када се овај бунар налази у крстурском атару није познато, али постоји писани документ да је бунар ограђен 1822. године. Због више документованих оздрављења на овом месту, број ходочасника је растао и владика крижевачки даје дозволу за градњу цркве 1857. године. Осим владике, дозволу за градњу цркве је послала и канцеларија цивилне власти у Темишвару.
Цркву је изградио сомборски аритекта Карло Гфернер, о сопственом трошку. Тек 1866. године му је исплаћена извесна количина новца који је сакупљен од бројних ходочасника. Изграђена је као једнобродна црква са кружном олтарском апсидом и торњем изнад западног дела лађе. Цркву је 21. маја 1860. године посветио вицеархиђакон бачки, Георгиј Шовш. Године 1861. је насликана икона Богородице с малим Исусом и постављена на средиште цркве. Икона је висока 186 cm и широка 78 cm. Након постављања иконостаса, икона се налази на левом бочном зиду цркве.

## Развој Водице
Владика Георгиј Смичиклас 5. марта 1863. године дозвољава и римокатолицима да служе у цркви, према договору с месним парохом. У то време је у Водици било годишње најмање 14 000 ходочасника.
Године 1894. се гради кућа на спрат, највероватније због масовног доласка ходочасника. Касније су у тој згради становали монаси. Њима је Водица свечано предата 12. јула 1941. године.
Године 1942. је избушен бунар, дубок 62 метра. Исте године је набављено Јеванђеље, свећњаци, кандило и остале црквене потрепштине. Иконостас у цркви је постављен 1943. године. Три слике Богородице у апсиди и четири слике на иконостасу, урађене су на платну. Истовремено са иконостасом, донесена је и слика „Христос у гробу”. Све ове слике, као и иконостас, урадио је академски сликар Лазар Микулић из Куле. Иконостас је посветио о. др Јоаким Сегеди, генерални викар.
Године 1944. на иконостас су додате још две слике: „Христово рођење” и „Крштење Исусово” које је насликао, такође, академски сликар Лазар Микулић. Исте године је овај сликар урадио на иконостасу и следеће слике: „Исус бежи у Египат”, „Сретење”, „Марта и Марија”, „Дванаестогодишњи Исус у храму”, „Мука Исусова”, „Исус пада под крстом”, „Ускрснуће”, „Силазак Светога Духа”. У цркву је стављена и слика „Исус отвара слепима вид”, од истог сликара.
Водица је значајно реновирана 1954−1958. године. У обновљен торањ постављена су звона, бунар је хигијенски затворен, крст ипред Водице је премештен у порту, порта је ограђена и засађене су украсне биљке, на купљеном поседу поред Водице засађено је дрвеће.
После 1954. године монаси напуштају Водицу и прелазе у нову парохију у Кули. Године 1955. бригу о Водици преузимају часне сестре. Сестре Службенице су на овој дужности од 3. маја 1955. године до 3. октобра 1957. године а после тога су ову дужност преузели цивилни верници.
Црква је реновирана 1967. године. Омалтерисана је изнутра и споља и преуређен је кров.
Године 1975. поред улаза у црквену порту изграђена је пећина по угледу на пећину у Лурду и посвећена 31. маја 1975. године. У пећину је постављена статуа Богородице лурдске, поклон италијанске кипарке Линде Катанео, коју је она даровала Водици 23. јула 1974 године.
Темељна обнова Водице је била и 2002−2004. године. Тада је срушен анекс са стране црквице, да би црква изгледала као и у време кад је саграђена. Црква је подрезивањем и посебним малтерисањем заштићена од влаге, обновљена је фасада, промењен је кров и обновљен торањ, позлаћен је крст на торњу, промењени су прозори и врата. Урађено је и обнављање иконостаса као и унутрашњости цркве. Реновиран је и дом поред цркве.
Будући да је Водица омиљено светиште многим верницима, нарочито Русинима гркокатолицима, у њој се обележавају многи црквени јубилеји, организују се ходочашћа, одржавају се разни верски сусрети.
Године 2016. свечано је проглашена духовна повезаност Водице са папском базиликом св. Марије Велике у Риму.

## Галерија
- Црква у Водици
- Унутрашњост цркве
- Најстарија икона у Водици
- Иконостас
- Место за молитву иза цркве
- Силазак Светога Духа, слика на иконостасу
- Дванаестогодишњи Исус у храму, слика на иконостасу
- Слике у апсиди цркве
- Трећа слика у апсиди
- Христос у гробу
- црква, поглед из даљине
- Улазна врата
- Слика на иконостасу
- Христово рођење